# Przemysław Siciński
Przemysław Siciński (ur. 7 sierpnia 1951 w Łodzi, zm. 17 października 2021) – polski lekkoatleta specjalizujący się w biegu na 110 m przez płotki, medalista mistrzostw Polski.
Wystąpił w biegu na 110 m przez płotki na mistrzostwach Europy w 1974 w Rzymie, gdzie odpadł w półfinale.
Był wicemistrzem Polski na 110 m przez płotki w 1976 i 1979 oraz brązowym medalistą w 1973, 1974, 1977 i 1980. 
W 1976 wystąpił w trójmeczu reprezentacji Polski z Wielką Brytanią i Kanadą, zajmując 3. miejsce na 110 m przez płotki.
Rekord życiowy Sicińskiego na 110 m przez płotki wynosił 13,6 s (pomiar ręczny, 18 lipca 1974, Warszawa) oraz 13,87 (pomiar elektroniczny, 24 sierpnia 1975, Warszawa)
Był zawodnikiem MKS-AZS Łódź i ŁKS Łódź.